# Вспышка хантавируса в регионе Четыре угла
Вспышка хантавируса в регионе Четыре угла — вспышка хантавирусного кардиопульмонального синдрома, произошедшая весной 1993 года на юго-западе США, и ставшая первым свидетельством заражения человека хантавирусом в США.
Вспышка произошла в регионе Четыре угла, где встречаются границы штатов Юта, Колорадо, Нью-Мексико и Аризона. Большинство территорий региона занимают индейские земли, включая резервации народов хопи, ютов, зуни и навахо, среди которых сообщалось большинство случаев.

## Вспышка
В апреле 1993 года, девушка народности навахо приехала в медицинский центр Индиан в городе Гэллап, штат Нью-Мексико. Она жаловалась на симптомы гриппа и внезапную, тяжелую одышку. Доктора зафиксировали, что лёгкие у девушки были заполнены жидкостью, и вскоре после прибытия она умерла. Причину её смерти не удалось сразу уточнить, и о данном случае было сообщено в департамент здравоохранения Нью-Мексико.
Через пять дней, по пути на её похороны её жених также стал ощущать тяжелую одышку, возникшую внезапно; при прибытии в ту же больницу он уже перестал дышать, и не смотря на проведенную сердечно-лёгочную реанимацию, скончался. О данном случае также сообщили в департамент здравоохранения штата.
Видя схожесть двух смертей, официальные лица штата сообщили об этом Центру по контролю и профилактике заболеваний; за неделю в Альбукерке была сформирована оперативная группа, включавшая главврача медицинского центра Индиан, Брюса Темпеста.
Темпест быстро обнаружил, что пять человек, включая жителя Аризоны, страдали от похожих симптомов и умерли в период шести месяцев. От семьи жениха он узнал, что похожей болезнью страдала и его невеста, которая умерла пять дней назад в резервации Навахо (так как резервации — полуавтономные образования, о смертях в них не сообщается департаменту здравоохранения штата). За небольшое время ещё десяток человек заразились этой болезнью, большинство из них — навахо из Нью-Мексико.
Темпест изначально считал, что это чума; однако тестирование исключило её. Услышав новости, один врач рассказал официальным лицам в сфере здравоохранения о том, что эта болезнь была похожа на хантавирусную инфекцию, которую он наблюдал в Корее в 1950-е годы. Тестирование выявило прежде неизвестный хантавирус, которому дали имя «Син Номбре» (исп. Sin Nombre, «без имени»).
Всего за период вспышки заболело 24 человека, из которых умерли 12, что дало вирусу смертность в 50 %. Из 24 пациентов 14 были коренными американцами; 9 белыми и 1 латиноамериканцем.

## Вирус

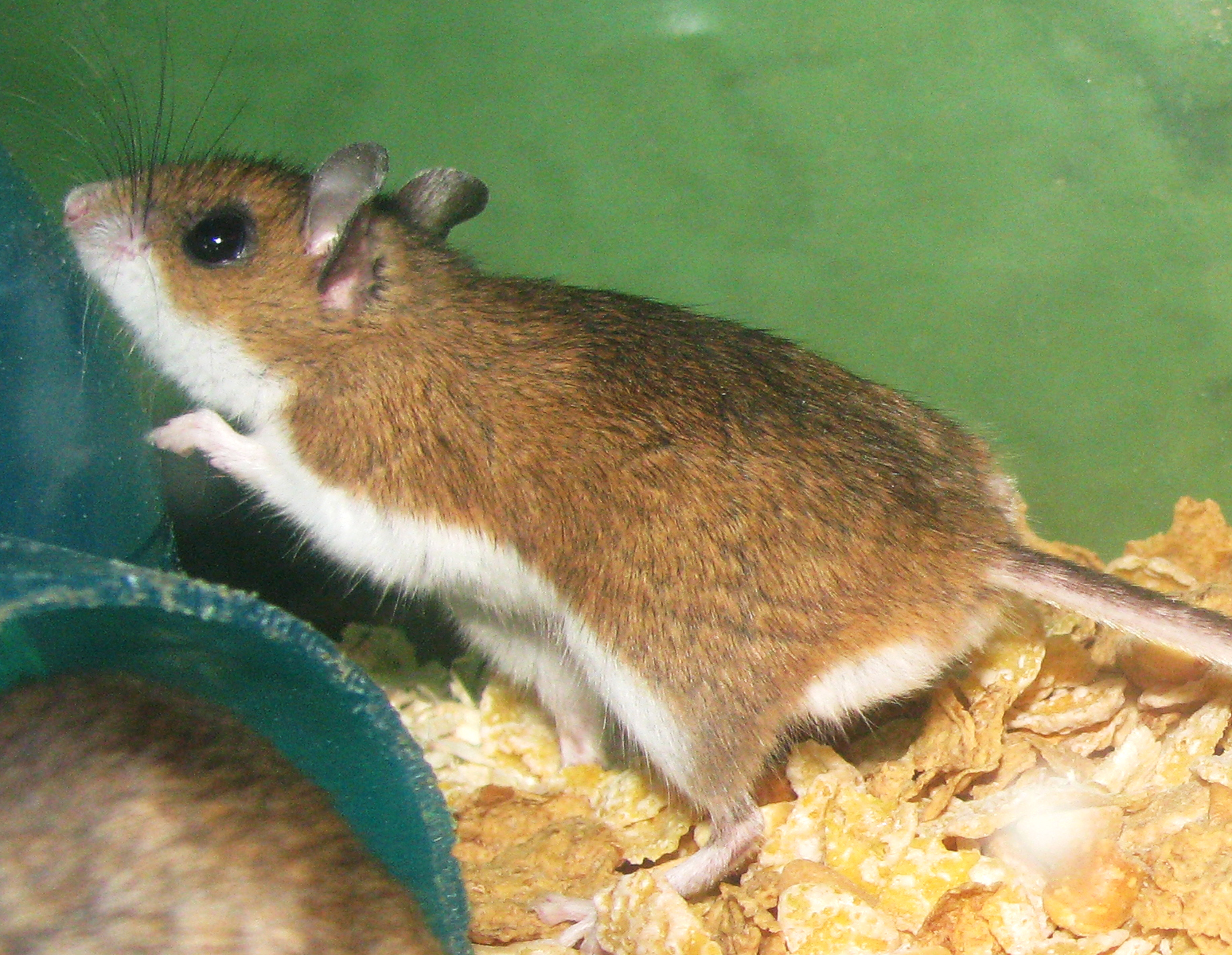
Олений хомячок, переносчик инфекции

Вирусом оказался прежде неизвестный вид хантавирусов, названный Син Номбре. Он вызывает хантавирусный кардиопульмональный синдром, и переносится оленьими хомячками.
После высказанной теории о том, что это хантавирус, были сомнения в достоверности этого высказывания, ведь заражение человека хантавирусом в США никогда не регистрировали, и болезнь была задокументирована лишь в Азии и Европе; более того, хантавирусы поражали почки, но никогда не дыхательные органы, но тем не менее был найден хантавирус.
Вирус не передаётся от человека к человеку; заражение происходит в ходе вдыхания воздуха, заражённого аэрозолем из фекалий оленьих хомячков, обычно в закрытых помещениях. Так, у всех пациентов в домах было нашествие оленьих хомячков.
До того, как вирусу дали название, его называли «вирусом Четырёх углов», «вирусом каньона Муэрто» и «вирус Конвикт-Крик», а заболевание в новостях часто называли «гриппом навахо».
Существовало несколько теорий о появлении нового вируса:
- В ходе масштабного увеличения популяции олених хомячков, увеличились их контакты с людьми;
- Произошли изменения в самом вирусе, в результате чего он смог передаваться человеку;
- Изменений не было, а прошлые случаи этого заболевания не были правильно диагностированы.

Последняя теория оказалась правдой — первый случай хантавирусной инфекции в США наблюдался ещё в 1959 году, когда заболел 38-летний мужчина из штата Юта.

### Заболевание
Заболевание, вызываемое вирусом Син Номбре — хантавирусный кардиопульмональный синдром, также известный как хантавирусный пульмонарный синдром.
Все зараженные в период вспышки сообщали о лёгких симптомах, схожих на симптомы гриппа — кашель, лихорадка, головные боли и ощущение недомогания; позже, внезапно возникал отёк лёгких, за которым в половине случаев последовала смерть. Живым больным требовалась искусственная вентиляция лёгких.

## Ранние упоминания
Кроме упоминания о неправильно диагностированной хантавирусной инфекции в Юте в 1959 году, лидеры навахо сообщали о подобных вспышках в 1918, 1933 и 1934 годах.
Кроме того, ещё с XIX века в историях навахо мыши указаны как источник бед и болезней.

## В культуре
Вспышке была посвящена одна из серий «Медицинского детектива», «С каждым вдохом» (англ. With Every Breath).